# Mount Twomey
Mount Twomey är ett berg i Antarktis. Det ligger i Östantarktis. Nya Zeeland gör anspråk på området. Toppen på Mount Twomey är 1 136 meter över havet, eller 183 meter över den omgivande terrängen. Bredden vid basen är 0,94 km.
Terrängen runt Mount Twomey är varierad. Trakten är obefolkad. Det finns inga samhällen i närheten.